# Juniperus sabina
Juniperus sabina, la sabina rastrera o terrera,  es una especie del género Juniperus cuyo hábitat se extiende por Europa central y meridional, oeste de Asia (Turquía) y se cita también en Argelia, extendiéndose por la mitad este de España. En este país se encuentra en la cordillera Cantábrica por el norte, alcanzando Sierra Nevada al sur. Aparece en las provincias de Almería, Asturias, Cantabria, Castellón, Cuenca, Gerona, Granada, Guadalajara, Huesca, Jaén, Lérida, León, Navarra, Palencia, Soria, Teruel, Valencia y Zaragoza.

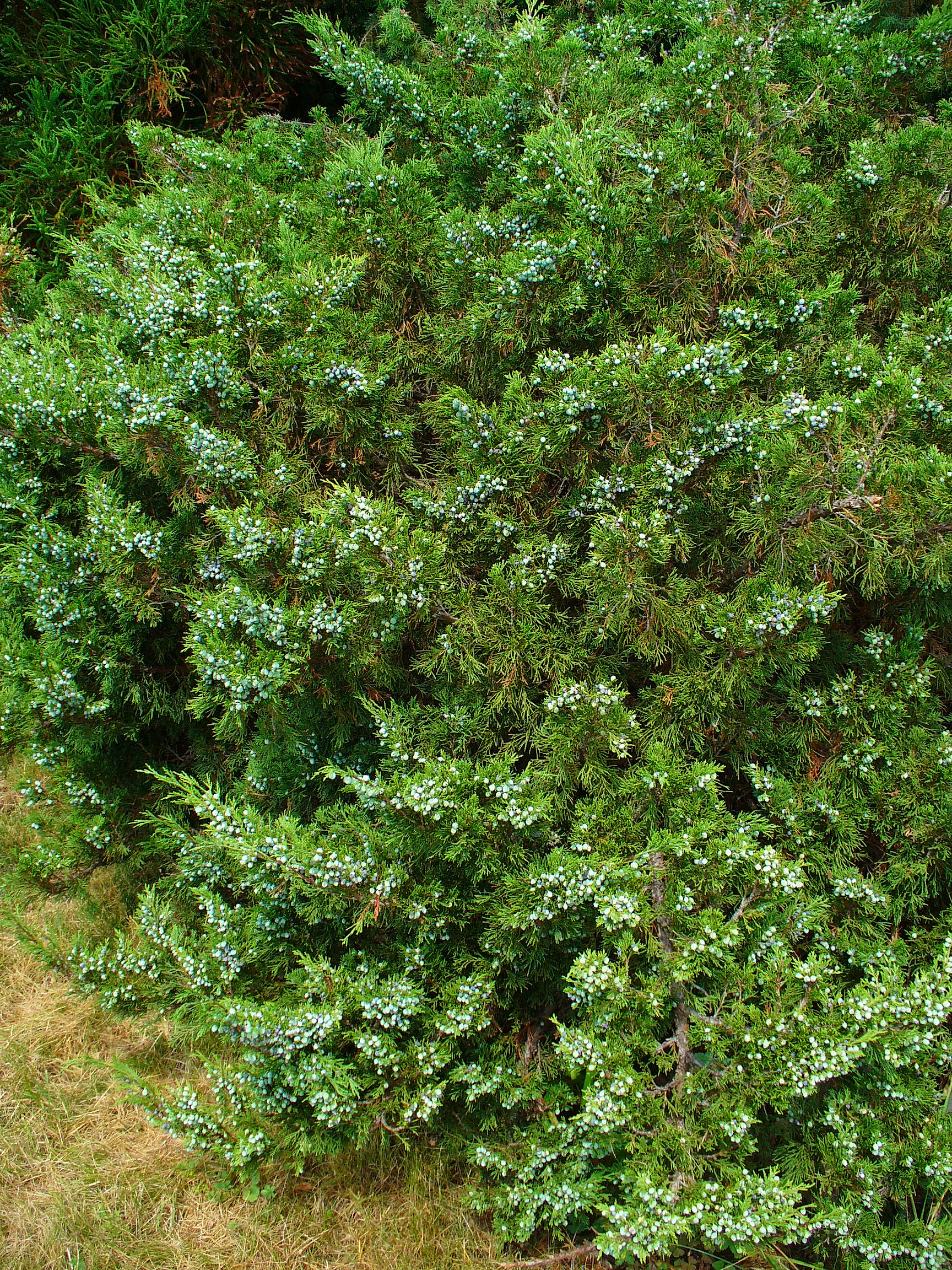
Hábito.

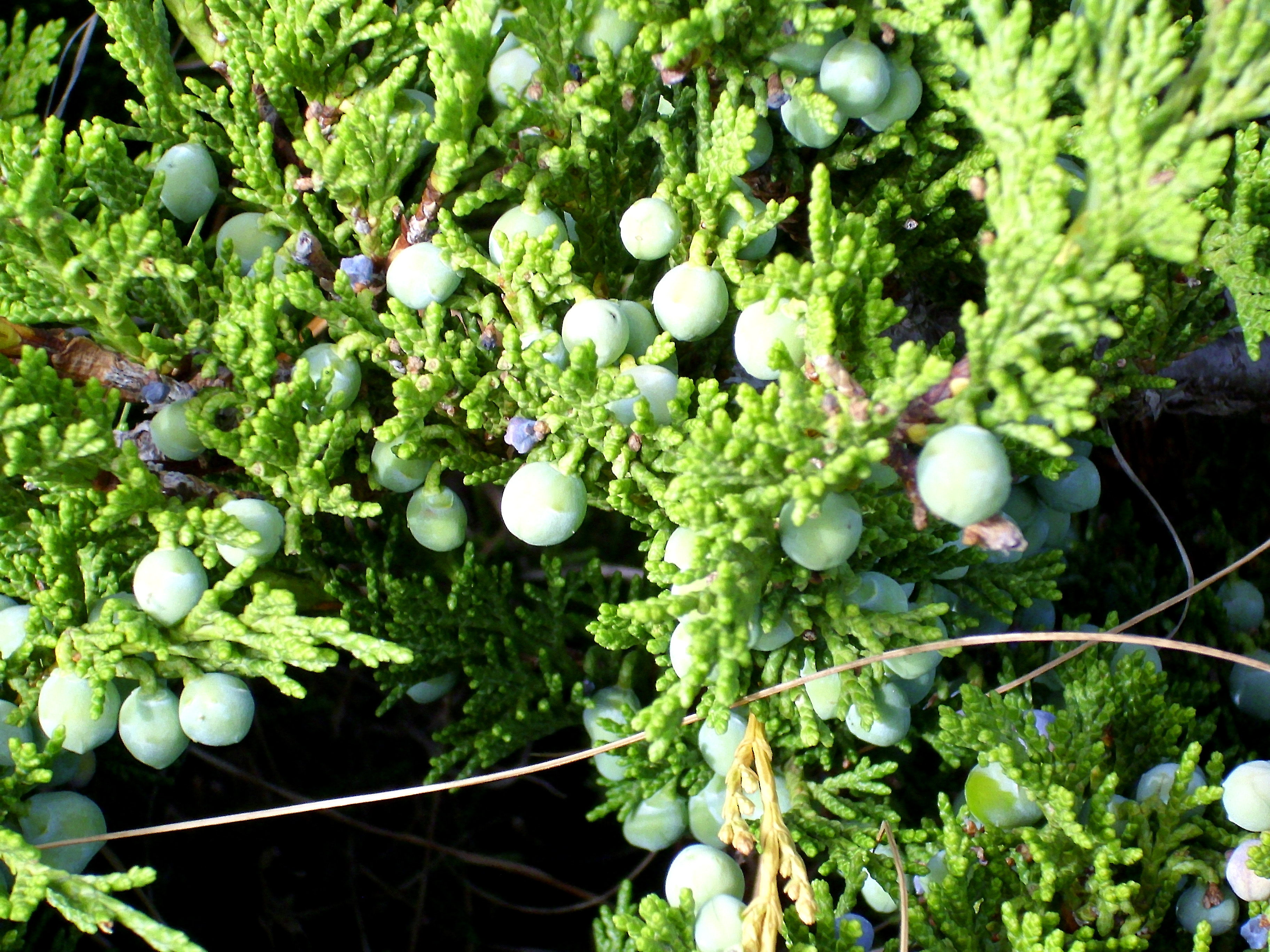
Frutos.

## Descripción
Es una planta leñosa achaparrada, que crece más en anchura que en altura, ya que raramente supera 1 m en España, aunque puede llegar a formar un pequeño arbolillo de tronco retorcido. Emite numerosas ramas tendidas sobre el suelo que mantienen la hoja todo el año, de corteza pardo-rojiza o cenicienta, que se desprende en placas. Ramillas redondeadas de menos de 1 mm de diámetro, con hojas escuamiformes, imbricadas, dispuestas en cuatro hileras, algo aquilladas y con una glándula ovalada resinosa en el dorso que desprenden un olor penetrante y desagradable al machacarlas.

### Floración
Florece a partir del mes de septiembre y hasta la primavera, las arcéstidas maduran en el otoño o la primavera siguiente. A veces la misma planta produce los conos masculinos y femeninos, pero generalmente están en pies distintos (dioico).

### Hábitat
Habita en las cumbres de las montañas, principalmente en las calizas, desde los (900) 1400 a los 2750 m s. n. m. Se asocia con frecuencia al pino albar, soportando muy bien los suelos esqueléticos y pedregosos, como también las bajas temperaturas; siendo esta asociación de pino y sabina rastrera la vegetación natural de las cumbres y laderas superiores de las altas montañas mediterráneas. En otras ocasiones se asocia con la sabina albar, o con otros pinos, quejigos, etc. Cuando desciende a menor altitud lo hace con ejemplares aislados, llegando hasta los 900-1000 metros.

## Historia
El uso medicinal de la sabina es antiguo, como lo demuestra su presencia en la Capitulare de villis vel curtis imperii, una orden emitida por Carlomagno que reclama a sus campos para que cultiven una serie de hierbas y condimentos incluyendo "savinam" identificada actualmente como Juniperus sabina.

### Toxicidad
Carlos Linneo reservó el nombre de sabina, con que los romanos designaban a ésta y parecidas especies, para esta planta, quizá por ser la más utilizada como medicinal. El empleo de la sabina emenagoga (para provocar y regular la menstruación) y abortiva, en medicina popular, se remonta a los griegos; debe sus propiedades a un alcohol contenido en su esencia, el sabinol, pero su acción es tan violenta, que puede provocar la muerte. Esta misma esencia sirve, en uso externo, para quitar verrugas, pues tiene propiedades cáusticas y vesicantes.[cita requerida]

## Taxonomía
Juniperus sabina fue descrita por Carlos Linneo y publicado en Species Plantarum 2: 1039. 1753.
Variedades aceptadas
- Juniperus sabina var. arenaria (E.H.Wilson) Farjon
- Juniperus sabina var. davurica (Pall.) Farjon

Sinonimia
- Juniperus alpina Lodd.
- Juniperus excelsa Willd.
- Juniperus humilis Salisb.
- Juniperus lusitanica Mill.
- Juniperus officinalis Garcke
- Juniperus tamariscifolia K.Koch
- Sabina alpestris Jord.
- Sabina cupressifolia Antoine ex K.Koch
- Sabina officinalis Garcke
- Sabina tamariscifolia K.Koch
- Sabina villarsii Jord.
- Sabina vulgaris Antoine[4]